# Mara-Cassens-Preis
Der Mara-Cassens-Preis für den ersten Roman wird jährlich vom Literaturhaus Hamburg verliehen. Der 1970 ursprünglich von der „Neuen Literarischen Gesellschaft e. V.“ als Leserpreis unter dem Namen „Der erste Roman“ begründete und von Mara Cassens (1944–2015) gestiftete Preis ist mit 20.000 Euro (Stand 2023) der bundesweit höchstdotierte Literaturpreis für ein deutschsprachiges Romandebüt.
Die Jahreszählung erfolgt so, dass das angegebene Preisjahr i. d. R. mit dem Erscheinungsjahr des jeweiligen Romans identisch ist, obgleich die tatsächliche Verleihung (meist) im Folgejahr erfolgte und erfolgt.
Bis 1990 hieß der Preis „Der erste Roman“ und wurde von der Neuen Literarischen Gesellschaft vergeben. Ab 1991 wurde er vom Literaturhaus-Verein als Mara-Cassens-Preis fortgeführt. Bis 2010 war der Preis mit 10.000 Euro dotiert, von 2011 bis 2019 belief sich das Preisgeld auf 15.000 Euro.
Der Preis wird von einer ehrenamtlichen Leserjury vergeben, die sich jedes Jahr neu aus 15 Mitgliedern des Literaturhauses Hamburg e. V. zusammensetzt.

## Preisträger
Zwischen 2013 und 2023 wurden zehn Mal die Debütwerke von Schriftstellerinnen ausgezeichnet.
Der Verlag mit den meisten Preisträgern ist Suhrkamp (acht Siege), gefolgt von Luchterhand (fünf) und S. Fischer (vier Erfolge).
| Jahr      | Preisträger/-in          | Titel                                                | Verlag                 |
| --------- | ------------------------ | ---------------------------------------------------- | ---------------------- |
| 1970      | Heike Doutiné            | Wanke nicht, mein Vaterland                          | Claassen               |
| 1971      | Michael Heim             | Assuan, wenn der Damm bricht                         | Desch                  |
| 1972      | Klaus Schlesinger        | Capellos Trommel                                     | Benziger               |
| 1973      | Christoph Meckel         | Bockshorn                                            | Nymphenburger          |
| 1974      | nicht vergeben           | nicht vergeben                                       | nicht vergeben         |
| 1975      | Günter Radtke            | Die dünne Haut der Luftballons                       | DVA                    |
| 1976      | Ursula Ziebarth          | Hexenspeise                                          | Neske                  |
| 1977      | Martin Stade             | Der König und sein Narr                              | DVA                    |
| 1978      | Silvio Blatter           | Zunehmendes Heimweh                                  | Suhrkamp               |
| 1979      | Helga M. Novak           | Die Eisheiligen                                      | Luchterhand            |
| 1980      | Christian Opitz          | Sonntags schlesisches Himmelreich                    | Kindler                |
| 1981      | Sibylle Knauss           | Ach Elise oder Lieben ist ein einsames Geschäft      | Hoffmann und Campe     |
| 1982      | Theodor Schübel          | Kellerjahre                                          | Droemer                |
| 1983      | Martin Mosebach          | Das Bett                                             | Hoffmann und Campe     |
| 1984      | Annelore Schmidt-Weyland | Ruben. Geschichte eines Jungen                       | Radius                 |
| 1985      | Christoph Hein           | Horns Ende                                           | Luchterhand            |
| 1986      | André Kaminski           | Nächstes Jahr in Jerusalem                           | Suhrkamp               |
| 1987      | Alfred Cordes            | Caspar Coppenrath                                    | Bertelsmann            |
| 1988      | Rolf Niederhauser        | NADA oder Die Frage des Augenblicks                  | Luchterhand            |
| 1989      | Michael Benckert         | Eva Maria Säuberlin                                  | Radius                 |
| 1990      | Gabrielle Alioth         | Der Narr                                             | Nagel & Kimche         |
| 1991      | Ralf Rothmann            | Stier                                                | Suhrkamp               |
| 1992      | Gerrit Bekker            | Die Farbe der Schatten                               | S. Fischer             |
| 1993      | Thomas Lehr              | Zweiwasser oder Die Bibliothek der Gnade             | Suhrkamp               |
| 1994      | Peter Mohr               | Das Verschwinden der Worte                           | Thom                   |
| 1995      | Clemens Eich             | Das steinerne Meer                                   | S. Fischer             |
| 1996      | Marlene Streeruwitz      | Verführungen                                         | Suhrkamp               |
| 1997      | Susanne Röckel           | Eschenhain                                           | Luchterhand            |
| 1998      | John von Düffel          | Vom Wasser                                           | DuMont                 |
| 1999/2000 | Peter Märthesheimer      | Ich bin die Andere                                   | Europa                 |
| 2001      | Annette Pehnt            | Ich muß los                                          | Piper                  |
| 2002      | Zsuzsa Bánk              | Der Schwimmer                                        | S. Fischer             |
| 2003      | Erwin Koch               | Sara tanzt                                           | Nagel & Kimche         |
| 2004      | Terézia Mora             | Alle Tage                                            | Luchterhand            |
| 2005      | Matthias Göritz          | Der kurze Traum des Jacob Voss                       | Berlin                 |
| 2006      | Clemens Meyer            | Als wir träumten                                     | S. Fischer             |
| 2007      | Larissa Boehning         | Lichte Stoffe                                        | Eichborn               |
| 2008      | Lukas Bärfuss            | Hundert Tage                                         | Wallstein              |
| 2009      | Roman Graf               | Herr Blanc                                           | Limmat                 |
| 2010      | Sabrina Janesch          | Katzenberge                                          | Aufbau                 |
| 2011      | Max Scharnigg            | Die Besteigung der Eiger-Nordwand unter einer Treppe | Hoffmann und Campe     |
| 2012      | Andreas Martin Widmann   | Die Glücksparade                                     | Rowohlt                |
| 2013      | Sarah Stricker           | Fünf Kopeken                                         | Eichborn               |
| 2014      | Regina Scheer            | Machandel                                            | Knaus                  |
| 2015      | Verena Boos              | Blutorangen                                          | Aufbau                 |
| 2016      | Katharina Winkler        | Blauschmuck                                          | Suhrkamp               |
| 2017      | Sasha Marianna Salzmann  | Außer sich                                           | Suhrkamp               |
| 2018      | Anja Kampmann            | Wie hoch die Wasser steigen                          | Hanser                 |
| 2019      | Emanuel Maeß             | Gelenke des Lichts                                   | Wallstein              |
| 2020      | Ronya Othmann            | Die Sommer                                           | Hanser                 |
| 2021      | Stefanie vor Schulte     | Junge mit schwarzem Hahn                             | Diogenes               |
| 2022      | Annika Büsing            | Nordstadt                                            | Steidl                 |
| 2023      | Dana Vowinckel           | Gewässer im Ziplock                                  | Suhrkamp               |
| 2024      | Nora Schramm             | Hohle Räume                                          | Matthes & Seitz Berlin |